# 恰宓禪師
恰宓禪師（發音：[tɕʰáɴmjḛ sʰəjàdɔ̀ ú za̰nəkàbḭwʊ̀ɴθa̰]；1928年7月24日—）是一位來自緬甸上座部佛教的僧人。
他於1928年7月24日出生在英國殖民時期的東敦枝彬馬村。他的父母分别是鄔票敏和兜穗儀。他15歲出家成為沙彌，並開始學習佛教經論。他於1947年受具足戒成為比丘，進一步深入學習佛教文獻。
1953年至1954年期間，他在著名的馬哈希尊者指導下修習毗婆舍那禪法。後來他被國家佛教弘揚組織邀請在緬甸舉行的第六次佛經結集擔任巴利佛典的編輯人員。
自1957年起，恰宓禪師用了六年時間在斯里蘭卡科倫坡學習英語、梵文、印地語及僧伽羅語。他在1963年返回緬甸。在國家佛教弘揚組織的邀請下，他居住在卡巴耶，負責編輯巴利文獻的出版。
1967年，他被馬哈希尊者委任為仰光馬哈希禪修中心的禪修導師。1977年，當時名字還是「鄔扎那卡法師」（Sayadaw U Janaka）的他，接受信眾們的邀請駐錫仰光的恰宓禪修中心，並擔任那兒的主持，此後，人們便稱呼他為「恰宓禪師」。

## 外部連結
- 緬甸恰宓禪修中心
- 美國恰宓禪修中心 （页面存档备份，存于）